# Vera Schneidenbach
Vera Schneidenbach (* 1941 in Rostock-Warnemünde) ist eine deutsche Sängerin.

## Biografie
Schneidenbach wuchs an der mecklenburgischen Ostseeküste auf. Zunächst wurde sie technische Zeichnerin in einer Rostocker Werft und anschließend nahm sie in Dresden ein Ingenieurstudium in der Sparte Flugzeugbau auf. Entdeckt durch Talentevater Heinz Quermann, wurde sie schließlich in das Ensemble des DDR-Fernsehens aufgenommen. Dort hatte sie bis zum Ende der DDR rund 100 Rundfunk- und Fernsehauftritte.
Schneidenbach machte sich vor allem mit Evergreens, Folklore und Musicalmelodien einen Namen. Diverse Gastspiele führten sie bis 1989 in 31 Länder.
Während sie zuhause in der DDR keine eigenen Hits produzierte, wurde sie in der ehemaligen Sowjetunion zur 12-fachen Plattenmillionärin. Nach der Wende wurde es zunächst still um sie, heute tritt Schneidenbach vorwiegend bei lokalen Veranstaltungen mit ihren Programmen auf.
Ihr Mann ist der Berliner Senatsverkehrsplaner Axel Rackow, ihr Neffe ist der GZSZ-Schauspieler Felix von Jascheroff. Sie ist die Enkeltochter des russischen Großfürsten Nikolai von Jascheroff aus St. Petersburg. Zu DDR-Zeiten blieb ihre adlige Abstammung in der Öffentlichkeit unerwähnt.
Schneidenbach wohnt in Berlin-Hohenschönhausen.

## Diskografie
- 1987 – Meine Welt ist die Musik (AMIGA)
- 2000 – Was kann schöner sein

## Auszeichnungen
- Vera Schneidenbach war 1991 Preisträgerin beim Festival der Freundschaft in der Mongolei.